# BreadTube
BreadTube ili LeftTube je labava i neformalna skupina kreatora internetskog sadržaja koji stvaraju videosadržaj, često video eseje i livestreamove iz socijalističke, komunističke, anarhističke i druge ljevičarske perspektive. Kreatori BreadTubea općenito objavljuju videozapise na YouTubeu o kojima se raspravlja na drugim online platformama, kao što je Reddit. Kreatori BreadTubea također streamaju uživo na Twitchu.
Poznato je da kreatori BreadTubea sudjeluju u obliku "algoritamske otmice". Oni će se odlučiti usredotočiti na iste teme o kojima raspravljaju kreatori sadržaja s političke desnice. To omogućuje da se njihovi videozapisi preporuče istoj publici koja konzumira desničarske ili krajnje desničarske videozapise i na taj način izlažu široj publici svojim perspektivama. Mnogi kreatori sadržaja na BreadTubeu financiraju se putem skupnog financiranja, a kanali često služe kao uvod u političku ljevicu za mlade gledatelje.

## Podrijetlo
Pojam BreadTube dolazi iz knjige Pjotra Kropotkina Osvajanje kruha koja objašnjava kako postići anarhokomunizam i kako će funkcionirati anarhokomunističko društvo.
Fenomen BreadTubea sam po sebi nema jasno podrijetlo, iako su mnogi kanali BreadTubea počeli u nastojanju da se bore protiv social justice warrior i sadržaja alternativnih desnica koji su postali popularni sredinom 2010-ih. Do 2018. ovi pojedinačni kanali formirali su međusobno povezanu zajednicu. Dvije istaknute rane BreadTuber bile su Lindsay Ellis, koja je napustila Channel Awesome 2015. kako bi pokrenula vlastiti kanal kao odgovor na kontroverzu Gamergatea, i Natalie Wynn, koja je pokrenula svoj kanal ContraPoints 2016. kao odgovor na online dominaciju alternavivna desnica na vrijeme. Prema Wynnu, podrijetlo BreadTubea, alternavivna desnica, androsfere i incela može se pratiti do novog ateizma.

## Format
BreadTube videozapisi često imaju visoku produkcijsku vrijednost, uključuju kazališne elemente i traju dulje od tipičnih YouTube videozapisa. Mnogi su izravni odgovori na desničarska mišljenja. Dok su videozapisi desničarskih kreatora često antagonistički prema svojim političkim protivnicima, BreadTubers nastoje analizirati i razumjeti argumente svojih protivnika, često koristeći subverziju, humor i 'zavođenje'. Mnogima je cilj privući široku publiku, doprijeti do ljudi koji već nemaju ljevičarska stajališta umjesto da "propovijedaju zboru". Videozapisi često ne završavaju čvrstim zaključkom, već ohrabruju gledatelje da sami dođu do zaključaka iz referenciranog materijala. Budući da BreadTube kanali često citiraju ljevičarske i socijalističke tekstove kako bi pružili svoje argumente, to svojim gledateljima može poslužiti kao uvod u ljevičarsku misao.

## Značajni kanali
Sadržaj BreadTubea je na engleskom jeziku i većina BreadTubea dolazi iz Sjedinjenih Država ili Ujedinjenog Kraljevstva. Pojam je neformalan i često je sporan jer ne postoje dogovoreni kriteriji za uključivanje. Prema The New Republic, u 2019., pet osoba koje se najčešće spominju kao primjeri su ContraPoints, Lindsay Ellis, Hbomberguy, Philosophy Tube i Shaun, dok se Kat Blaque i Anita Sarkeesian navode kao značajni utjecaji. Ian Danskin (aka Innuendo Studios ), Hasan Piker, Vaush, i Destiny također su opisani kao dio BreadTubea. Nekoliko od tih ljudi odbacilo je etiketu.
Mnogi BreadTubers financiraju se prvenstveno mjesečnim donacijama na Patreonu i odbijaju prihode od oglašavanja i sponzorstava. Budući da ne ovise o takvom prihodu, BreadTubers imaju više slobode u proizvodnji kritičnog sadržaja.

## Recepcija
Prema The Conversationu, od 2021. kreatori sadržaja BreadTubea "primaju desetke milijuna pregleda mjesečno i sve se više spominju u medijima i akademskim krugovima kao studija slučaja deradikalizacije". Prema The Independentu, BreadTube-ovi komentatori su "prilično uspješno pokušavali intervenirati u desničarski narativ regrutacije - izvući gledatelje iz zečje rupe, ili ih, barem, premjestiti na novu."